# Josef Heimhuber
Josef Heimhuber (* 1853; † 1923) war ein deutscher königlich bayerischer Hoffotograf.

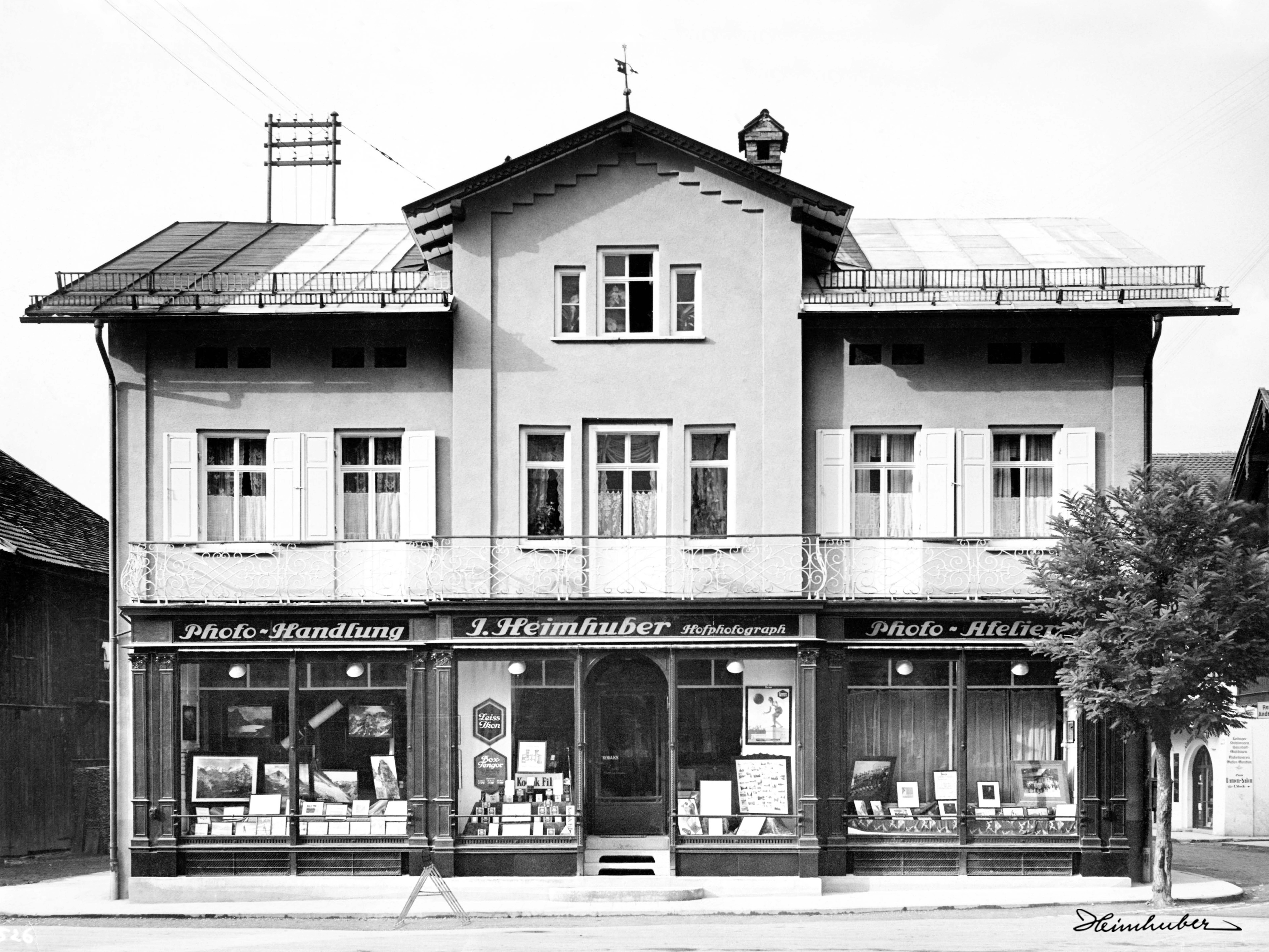
Altes Heimhuber-Geschäftshaus in Oberstdorf

## Leben
1876 kam der damals 23-jährige Josef Heimhuber (1853–1928) nach Sonthofen und richtete 1877 in einem kleinen Holzanbau des ehemaligen Sporthauses Glaser ein Fotoatelier ein. Zunächst begann er mit Porträtfotografie, wandte sich aber schon bald der Landschaftsfotografie zu. Er gilt heute als Pionier dieses Genres im Allgäu. Sein Geschäft florierte und er eröffnete 1883 (bis 1975) Filialen in Oberstdorf und 1887 in Immenstadt. Die ersten Hochgebirgsaufnahmen stammen bereits von Anfang der 1880er Jahre. Parallel dazu gründete der spätere kgl. bayer. "Hof-Photograph" 1882 ein Ansichtskartenverlag einst der größte in Deutschland. In den 1920er Jahren kam zu Atelier und Ansichtskartenverlag ein Fotogeschäft dazu. Joseph Heimhuber begleitete Prinzregent Luitpold als Fotograf bei seinen zahlreichen Jagdausflügen im Hintersteiner Tal und Oberstdorf. Für seine guten Dienste wird er vom Regenten zum königlich bayerischen Hofphotograph ernannt.
Heimhubers Enkelin Lala Aufsberg wuchs bei ihm auf und wurde ebenfalls Fotografin. Auch sein Sohn Fritz Heimhuber und sein Enkel Eugen Heimhuber widmeten sich der Fotografie. Heimhubers Nachfahren eröffneten 1938 das erste Color-Labor im Allgäu.

## Werke

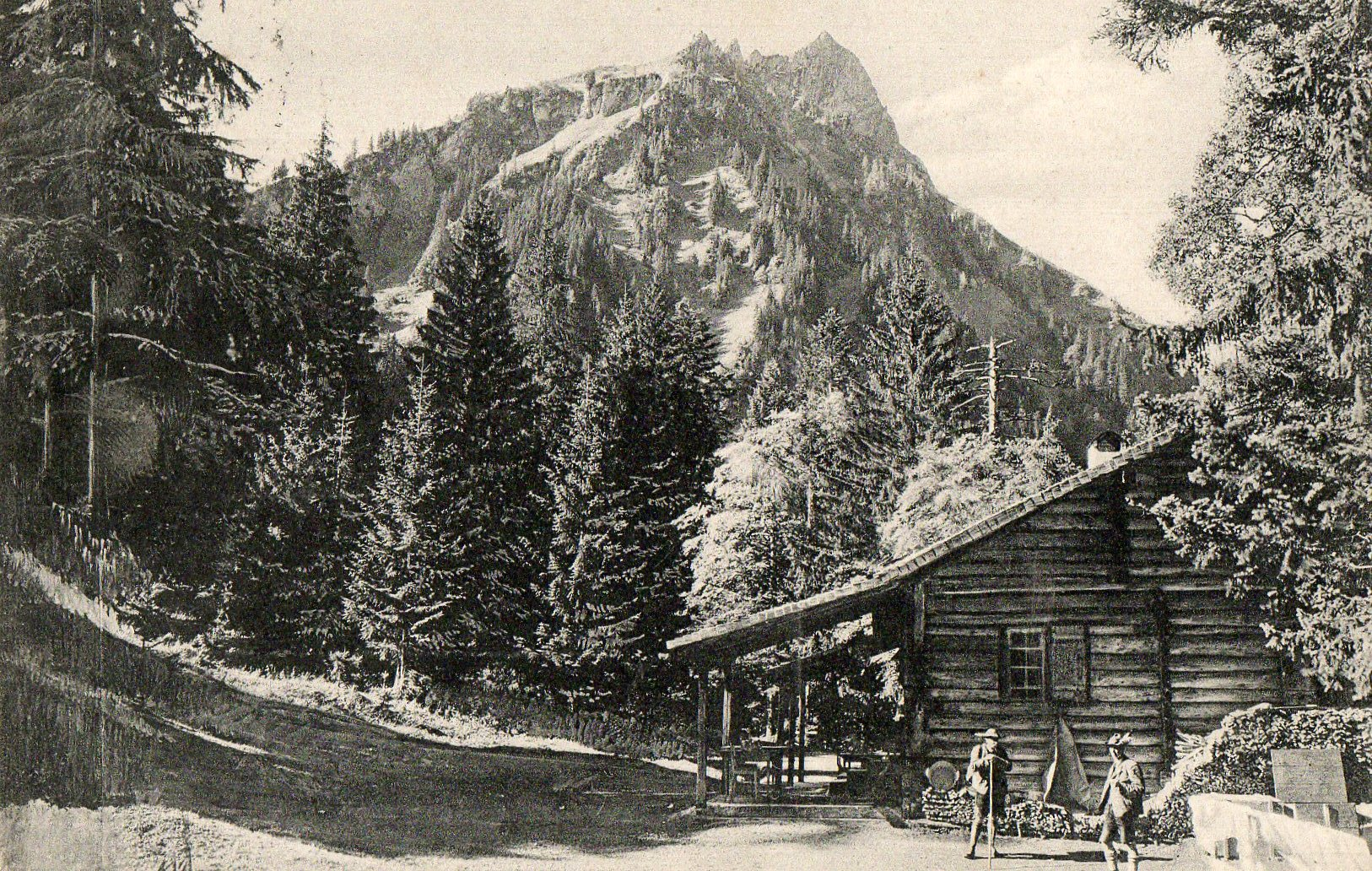
Jagdhaus des Prinzregenten Luitpold, Aufnahme von 1906

Heimhuber gilt als Pionier der Allgäuer Landschaftsfotografie; viele seiner Aufnahmen wurden als Ansichtskarten verbreitet. Bilder Heimhubers waren 2009 in der Ausstellung Schnee – Rohstoff der Kunst im Vorarlberger Landesmuseum in Bregenz zu sehen. Im selben Jahr wurden auch Aufnahmen der zweiten Andreas-Hofer-Spiele von 1931 im Tannheimer  Tal ausgestellt, die irrtümlicherweise Josef Heimhuber zugeschrieben wurden, aber von einem seiner Nachfahren stammen müssen.
Neben den Landschaftsaufnahmen fertigte Heimhuber auch Porträts und Familienbilder an, die weniger bekannt sind. 1896 etwa nahm er die Familie von Pappus-Tratzberg vor Schloss Rauhenzell auf.